# Montataire
Montataire é uma comuna francesa na região administrativa de Altos da França, no departamento de Oise. Estende-se por uma área de 10,66 km². Em 2010 a comuna tinha 13 624 habitantes (densidade: 1 278 hab./km²).